# Hylaeus rhodognathus
Hylaeus rhodognathus är en biart som beskrevs av Cockerell 1936. Hylaeus rhodognathus ingår i släktet citronbin, och familjen korttungebin. Inga underarter finns listade i Catalogue of Life.